# Flussbifurkation

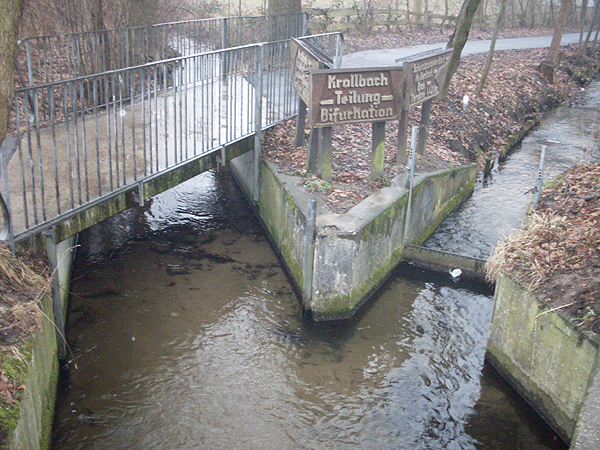
Bifurkation von Krollbach
(links weiterfließend) und
Schwarzwasserbach
(rechts abzweigend) in Hövelhof (Zustand 2009)

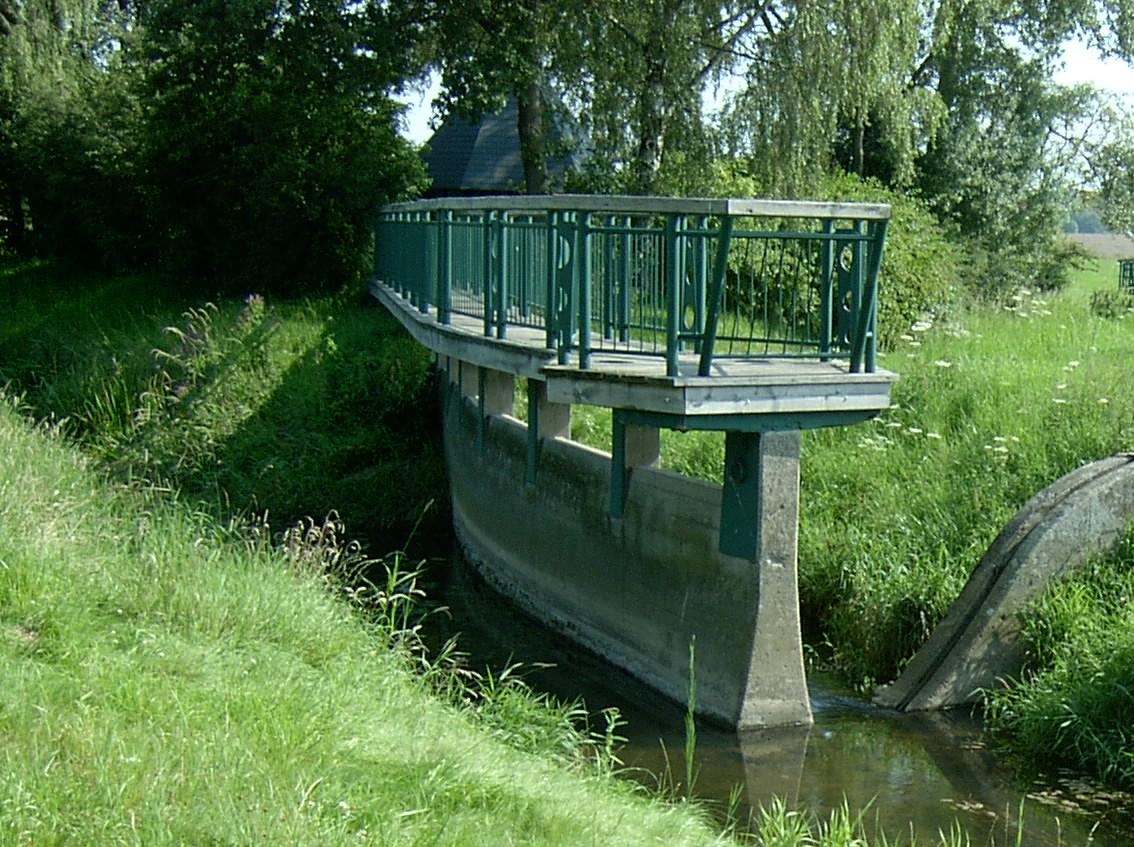
Bifurkation der Hase
(links, weiterfließend) und
Else (rechts, abzweigend) bei Melle

Eine Flussbifurkation oder Flussgabelung ist die Verzweigung (Gabelung) eines fließenden Gewässers (Fluss, Bach) in der Weise, dass sein Wasser in die Flusssysteme zweier unterschiedlicher Ströme abfließt. Flusslauf und Wasserscheide fallen an einer solchen Stelle zusammen, sodass ein Teil des Abflusses von einem Einzugsgebiet in ein anderes übertritt.  Wie  generell der Ablauf des Regenwassers wird in diesen seltenen Fällen der weitere Lauf eines ganzen Flusses in zwei Richtungen geschieden. Das Wort stammt von lat. bi- „zwei“ und furca „die Gabel“. 
Im englischen Sprachraum wird, abweichend von dieser Bedeutung, oft jede Verzweigung oder Gabelung eines Gewässerbetts in Flussarme, etwa auch die Teilläufe eines anastomosierenden Flusses, „bifurcation“ genannt.

## Typen von Bifurkationen
Ständige Bifurkationensind bei praktisch jedem Wasserstand aktiv.
Periodische oder ephemere Bifurkationenwerden gleichsam als „Überlauf“ erst ab einem bestimmten Wasserstand aktiv. Beispielsweise verbindet sich bei Hochwasser im Seengebiet von Minnesota das Mississippi-System mit dem Red River und dem Lake Superior.
Unterirdische Bifurkationentreten in Karstgebieten in phreatischen oder aktiv vadosen Höhlen (Wasserhöhlen) auf. Bekanntes Beispiel ist etwa die Donauversinkung mit unterirdischer Verbindung zum Aachtopf und damit zum Einzugsgebiet des Rheins.
Pseudo-Bifurkationenliegen vor, wenn stehende Wasserkörper wie Sümpfe oder Seen zu mehreren verschiedenen Flusssystemen hin entwässern. Pseudo- deshalb, weil hierbei keine eigentliche Strömung aufgeteilt wird, sondern ein Bassin mehrere Abflüsse hat. Viele Pseudobifurkationen in Mitteleuropa verdanken ihre Existenz Urstromtälern: In der Nacheiszeit gab die Verlaufsrichtung der flachen Talsohlen der Urstromtäler den Gewässern die Fließrichtung vor. Wo das Gefälle aber sehr gering war oder das Urstromtal (aufgrund postglazialer Prozesse) gar keinen Scheitelpunkt hatte, bildeten sich anstatt fließender oft stehende Gewässer oder Moore. Sobald diese zu beiden Seiten in das Urstromtal entwässern, liegt eine Pseudobifurkation vor.
Diffluenznennt man eine Bifurkation bei Gletschern – im Gegensatz zur Konfluenz, dem Zusammenfluss. In den Fließwasserströmen innerhalb des Gletschers treten auch die Formen der Wasserhöhlen auf.
Darüber hinaus gibt es zahlreiche künstliche Ausleitungen oder Überleitungen von Wasser aus Gewässern zur Wasserversorgung von Bewässerungsgebieten, Städten und Schifffahrtskanälen sowie im Kraftwerksbau. Hierbei können hydrographisch bedeutende Wassermengen transportiert werden. Diese werden nicht Bifurkationen genannt.

## Beispiele

### Bifurkationen
- An der weltweit bedeutendsten Flussbifurkation zweigt der Brazo Casiquiare je nach Wasserstand 10 bis 30 % des Wassers vom oberen Orinoco zum Rio Negro ab und damit zum Amazonas-System. Sie liegt in Venezuela, rund zwei Kilometer westlich des Dorfes Tamatama .
- Der North Two Ocean Creek in Wyoming teilt sich am Two Ocean Pass  in den Pacific Creek, der über den Snake River und Columbia River zum Pazifik fließt, und den Atlantic Creek, der über Yellowstone, Missouri und Mississippi River dem Golf von Mexiko und damit dem Atlantik zufließt.[2]
- Die Chiana verbindet den Arno mit dem Tiber-System.
- Der von Schweden nach Finnland fließende Torne älv verliert unweit der schwedischen Ortschaft Junosuando  die Hälfte seines Wassers durch den Tärendöälven in den Kalixälven.
- Die Else zweigt bei Melle-Gesmold  im niedersächsischen Landkreis Osnabrück von der Hase ab und fließt über die Werre in die Weser, während die Hase der Ems zufließt. Beide Flussläufe enden letztendlich in der Nordsee.[3] Vermutlich wurde hier eine ursprünglich periodische Bifurkation im 15. oder 16. Jahrhundert von einem Müller oder von den Besitzern des Schlosses Gesmold künstlich zu einer ständigen Bifurkation ausgebaut, um die Else wirtschaftlich nutzen zu können. In der Folge wurde bei Kriegen und Streitereien wiederholt der eine oder andere Arm verschlossen.[4]
- Die Mündung der Datze (s. u.) in den Mecklenburg-Vorpommerschen Landgraben, der von dort westwärts in Richtung Peene und ostwärts in Richtung Zarow fließt.
- Der Krollbach in Hövelhof teilt sich in den Krollbach und den Schwarzwasserbach. Der Krollbach fließt über den Haustenbach, die Lippe und den Rhein in die Nordsee. Der Schwarzwasserbach ergießt sich über die Ems ebenfalls in die Nordsee.
- Der Mühlegraben bei Blumberg gabelt sich am Rande des Riedes im Scheitelbereich des Aitrachtales. Von hier fließt die Aitrach in die Donau und das Schleifebächle in die Wutachschlucht, also in Richtung Rhein. Das Gewässernetz des Blumberger Riedes ist gleichzeitig eine Pseudobifurkation (s. u.).

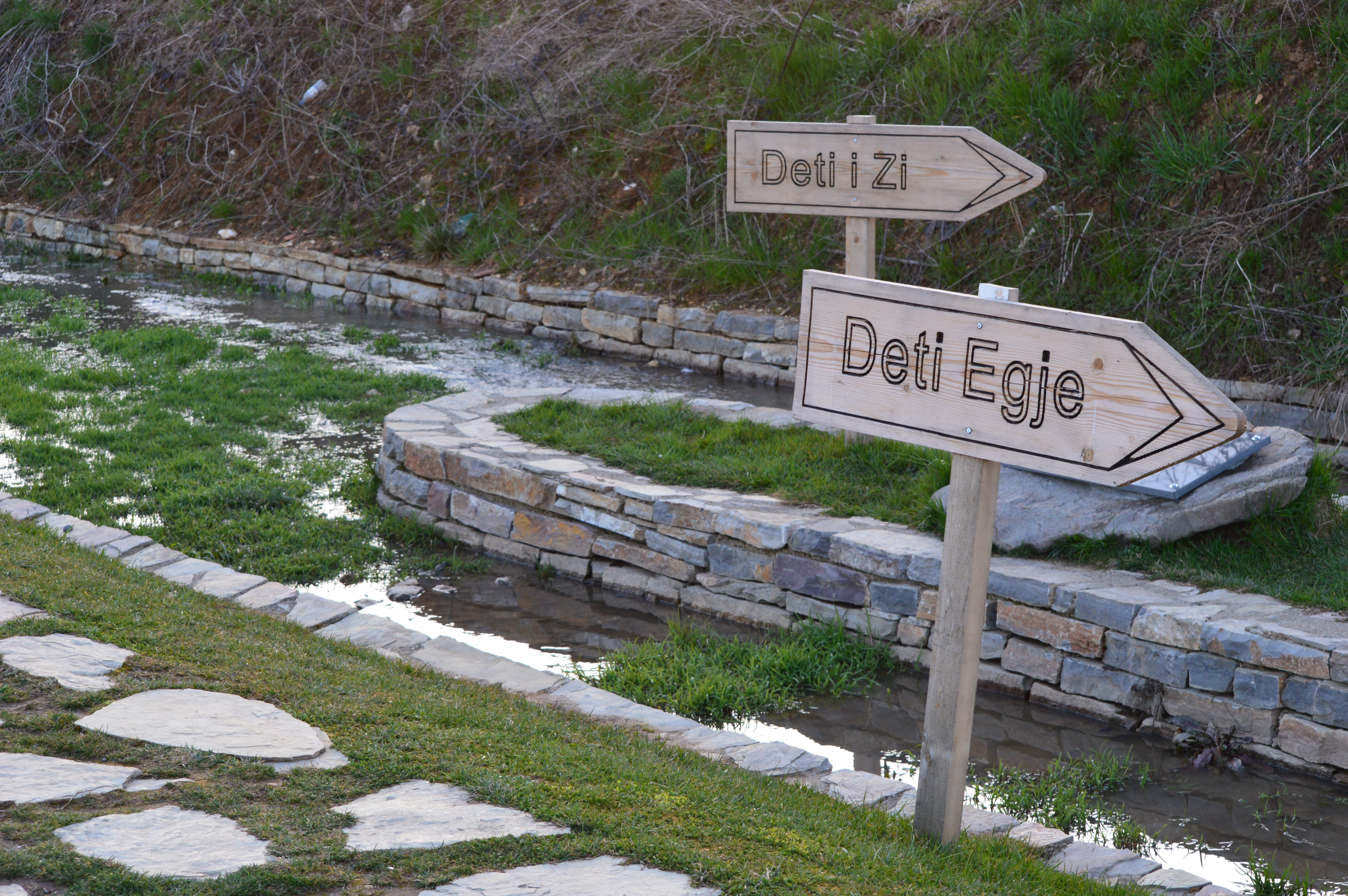
Bifurkation der Nerodimka (Nerodimja) im Kosovo; mit beiden Fließrichtungen auf Schildern: Deti i Zi (Schwarzes Meer) und Deti Egje (Ägäisches Meer)

- Das Flüsschen Nerodimka (Nerodimja) (albanisch auch Nerodime, serbisch: Неродимка) im Kosovo gabelt sich auf dem Gebiet der Gemeinde Ferizaj in einen über die Flüsse Lepenac und Vardar der Ägäis und in einen über die Sitnica, den Ibar, die Morava und die Donau dem Schwarzen Meer zufließenden Teil. Eine Fläche von 13 ha rund um die Bifurkation ist als Wildschutzgebiet ausgezeichnet. Die Bifurkation wurde im 14. Jahrhundert künstlich angelegt. Der künstliche Kanal versandete immer mehr, so dass er kaum mehr Wasser führte. Vor wenigen Jahren wurde dies ausgebessert.[5]
- In Rothenburg/Oberlausitz in Sachsen gibt es im Ortsteil Geheege eine Bifurkation eines kleinen Bachs ohne Namen, der aus dem Biehainer Torfstich herausfließt. Ein Teil des Wassers gelangt über Spree und Elbe in die Nordsee, der andere über Neiße und Oder in die Ostsee.[6]
- Am Zeinisjoch zwischen Tirol und Vorarlberg teilt sich der vom Fädner herabfließende Bach. Die westliche Hälfte geht zur Ill und über den Rhein zur Nordsee, die östliche Hälfte über die Trisanna und den Inn zur Donau und zum Schwarzen Meer.
- Am Südhang des Kicking Horse Pass in Kanada teilt sich der kurze Bach Divide Creek. Der Westarm entwässert über Kicking Horse River und Columbia River in den Pazifik, der Ostarm über Bow River und am Schluss den Nelson River in die Hudson Bay.

### Pseudobifurkationen
- Seen:
  - Der größte See der Welt, der nach zwei Richtungen entwässert, ist der Wollaston Lake in Saskatchewan, Kanada. Aus ihm entspringen
    - der Fond du Lac River, der zum Nördlichen Eismeer entwässert und
    - der Cochrane River, der zur Hudson Bay und damit zum Atlantik fließt.

  - Der lappländische See Rostojávri hat
    - einen Abfluss durch Norwegen ins Europäische Nordmeer und
    - einen durch Schweden und Finnland in die Bottnische Bucht der Ostsee.

  - Der Bergsee Étang des Dougnes oder Estany de les Dugues in den französischen Pyrenäen entwässert
    - zur Têt ins Mittelmeer bei Perpignan und
    - via Angoustrine, Segre und Ebro ins Mittelmeer vor Spanien.[7]

  - Der Selenter See in Schleswig-Holstein hat zwei verschiedene Abflüsse zur Ostsee,
    - einen direkten nach Norden und
    - einen via Salzau, Passader See und Hagener Au nach Nordwesten.

  - Die Müritz hat
    - außer dem ursprünglichen natürlichen Ablauf durch die Elde nach Westen zur Elbe
    - künstliche nach Osten (Alte Müritz-Havel-Wasserstraße bzw. Bolter Kanal), die über den Rhin die Elbe erreichen.

  - Ähnlich hat der Ruppiner See unterschiedliche Abflüsse:
    - den Alten Rhin, der sich seinerseits bifurkiert, um einerseits nach Osten über Kremmener Rhin und Ruppiner Kanal in die Oberhavel bei Oranienburg zu münden und andererseits nach Westen durch den Rhin-Kanal zur Unterhavel zu entwässern, und
    - den künstlichen Wustrauer Rhin, der ebenfalls dem Rhin-Kanal zuströmt.

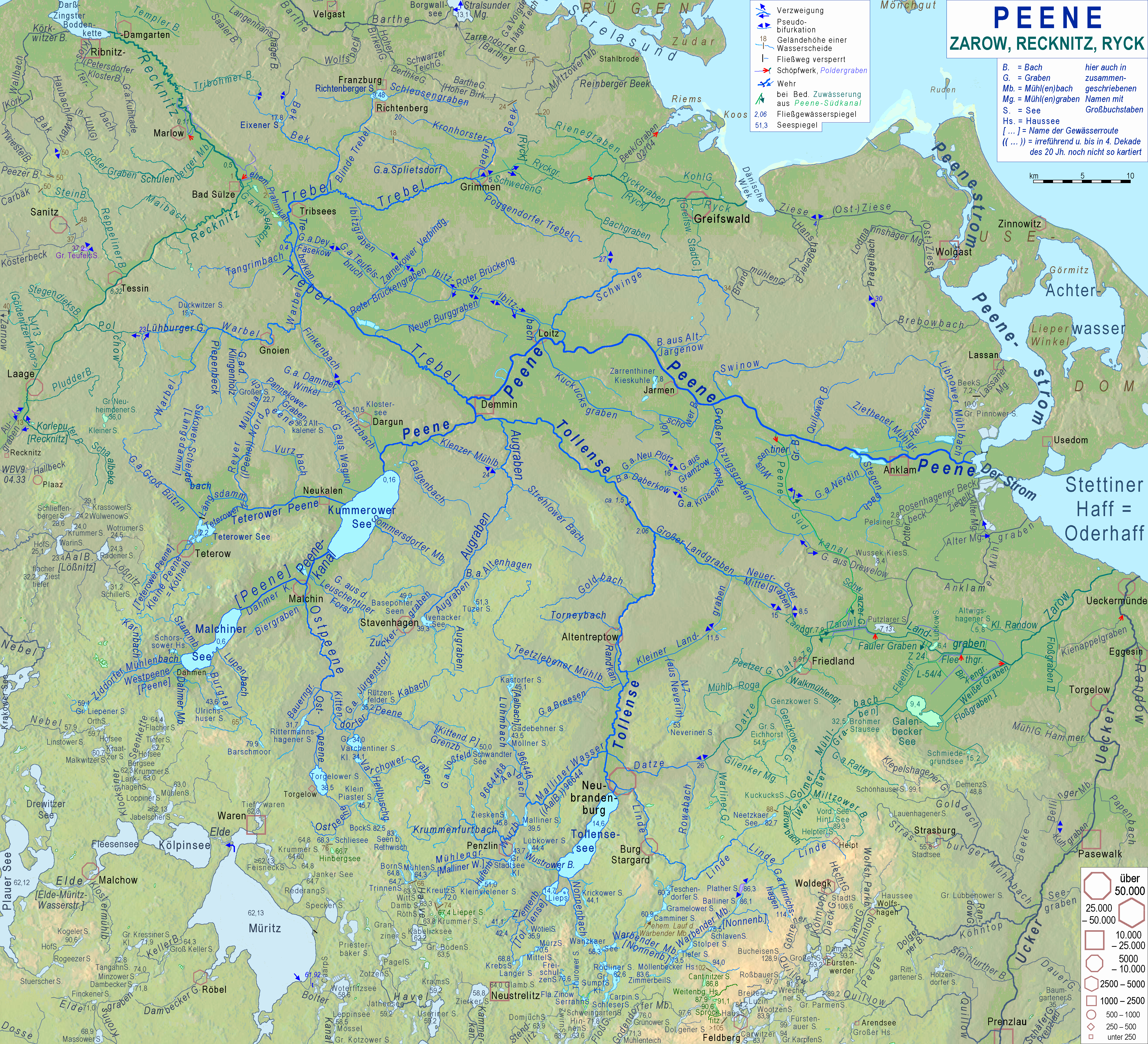
Im Peene-System gibt es nicht nur in Urstromtälern viele Pseudobifurkationen.

- Gewässer mit stehendem Scheitelbereich in Urstromtälern:
  - Die Datze fließt
    - zunächst südwärts in die Tollense und somit via Peene in die Ostsee sowie
    - nordwärts via Landgraben und Zarow ebenfalls in die Ostsee.

  - Die Gabelungsarme des Kleinen Landgrabens erreichen letztlich beide via Tollense und Peene die Ostsee, jedoch auf unterschiedlichen Wegen:
    - der eine führt zunächst nach Süden und mündet direkt in die Tollense,
    - der andere geht nach Norden, um nach Vereinigung mit Großem Landgraben und Mittelgraben zum Landgraben die Tollense von Osten her zu erreichen.

  - Ähnlich erreichen auf unterschiedlichen Wegen beide Enden der Randow das Stettiner Haff,
    - der Nordarm via Uecker,
    - der Südarm via Welse und Oder.

  - Das Drainagenetz des Roten Luchs bei Müncheberg entwässert
    - nach Nordosten durch den Stöbber via Friedländer Strom, Wriezener Alte Oder und Oder ins Stettiner Haff der Ostsee und
    - nach Südosten durch den Stobberbach via Löcknitz, Spree, Havel und Elbe zur Nordsee.

  - Die Ziese mündet
    - einerseits im Westen bei Greifswald in die Ostsee und
    - andererseits im Osten bei Wolgast in den Peenestrom.
- Sonstige Feuchtgebiete:
  - Das (obere und untere) Ried im Oberen Aitrachtal bei Blumberg entwässert sowohl
    - durch das Schleifebächle nach Westen via Wutach und Rhein zur Nordsee, als auch
    - über die Aitrach nach Osten zur Donau und somit ins Schwarze Meer.

  - Das Hochmoor Schwenninger Moos ist 
    - Ursprung des Neckars, der bei Mannheim in den Rhein mündet und
    - Quellgebiet des Talbachs, der bei Marbach, einem Stadtbezirk Villingen-Schwenningens, in die Brigach, einen der beiden Quellflüsse der Donau, mündet.

### Künstliche Überleitungen in andere Gewässersysteme
- Der künstlich angelegte Schiffgraben entwässert westwärts in die Ilse und über die Oker und Aller zur Weser sowie ostwärts über den Großen Graben in die Bode und über die Saale zur Elbe.
- Der künstlich angelegte Altmühlüberleiter bei Gunzenhausen in Bayern leitet das Wasser aus der Altmühl (Flusssystem Donau) zur Schwäbischen Rezat (Flusssystem Rhein).
- Kraftwerk Kaprun in Österreich: Die abgegriffene Pasterze am Großglockner entwässert nach Süden, die Krafthäuser selbst auf die Alpennordseite.
- Wasser aus dem Oberlauf der Unteralpreuss (Reuss → Rhein → Nordsee) wird über Stollen dem Lago Ritóm zugeführt, der durch den Ticino (Tessin) und Po in die Adria entwässert wird.
- Das im Lac de l’Hongrin in den Waadtländer Alpen gestaute Wasser wird zum Genfersee abgeleitet und fließt somit ins Mittelmeer, während der Zu- und Abfluss Hongrin zum Flusssystem des Rheins gehört.
- Panamakanal, bestehend aus dem System Río Chagres, Lago Gatún. Diese künstliche Pseudobifurkation ist der wichtigste Schifffahrtskanal der Welt.
- Río Fenix Grande teilt sich bei der Stadt Perito Moreno auf. Ein künstlicher Kanal führt zum Río Deseado und damit zum Atlantik. Der Río Fenix Chico läuft weiter zum Lago Buenos Aires/Lago General Carrera und damit über den Río Baker zum Pazifik. Interessant sind die politischen Hintergründe, die zum Bau dieses Kanals geführt haben (siehe Río Deseado).